# Jeffrey Dahmer
Pour les articles homonymes, voir Dahmer.
Jeffrey Dahmer, né le 21 mai 1960 à Milwaukee (Wisconsin) aux États-Unis et mort le 28 novembre 1994 à la prison de Columbia (Portage, Wisconsin), surnommé « le cannibale de Milwaukee », est un tueur en série américain qui a avoué avoir assassiné dix-sept jeunes hommes entre 1978 et 1991, pour la plupart homosexuels et/ou issus de la communauté afro-américaine.
Ces meurtres étaient associés à des viols, des démembrements, de la nécrophilie et du cannibalisme. Condamné à la perpétuité et incarcéré à la prison de Columbia de Portage dans le Wisconsin, il est finalement assassiné par un autre prisonnier.

## Biographie
Jeffrey Dahmer est né à Milwaukee, fils de Lionel Herbert Dahmer (1936-2023), chimiste, et de son épouse Joyce Annette, née Flint (1936-2000). Il est d'ascendance allemande, galloise, norvégienne et irlandaise. Joyce Dahmer connaît des difficultés lorsqu'elle est enceinte de Jeffrey et devient dépressive. Sept ans plus tard, en 1966, elle donne naissance à un autre garçon, David. Lorsque Jeffrey a huit ans, lui et sa famille déménagent à Bath, dans l'Ohio. Jeffrey Dahmer entretient très peu de relations sociales entre 10 et 15 ans. À cette époque, il tourne autour de son voisinage à la recherche d'animaux morts qu'il amène et dissèque chez lui (ou dans la forêt proche de chez lui), cloue des animaux sur des troncs d'arbres dont une tête de chien empalée sur une branche. À la puberté, il découvre son homosexualité qu'il cache à ses parents. Jeffrey Dahmer commence à boire durant son adolescence, ayant toujours une flasque d'alcool dans son cartable ou sa veste, et devient alcoolique durant sa période universitaire.
En 1977, ses parents divorcent. Jeffrey Dahmer étudie à l'université d'État de l'Ohio, mais quitte ses études car il est devenu alcoolique. Pour cette raison, son père le force à s'engager dans l'armée. Jeffrey Dahmer se conduit bien à ses débuts dans l'armée mais est renvoyé à cause de son alcoolisme. Il commet son tout premier meurtre en juin 1978. En 1981, un billet d'avion lui est offert pour voyager dans l'État américain de son choix. Jeffrey Dahmer expliquera plus tard à la police qu'il ne pouvait pas rentrer chez lui pour ne pas avoir à faire face à son père, et qu'il s'était alors dirigé vers Miami Beach, parce qu'il était « épuisé par le froid ». Il passe la majeure partie de son temps à l'hôpital, mais en est expulsé à cause de son alcoolisme. Après être revenu chez lui, il continue à boire immodérément, et il est arrêté pour état d'ébriété et trouble de l'ordre public.
En 1982, Jeffrey Dahmer emménage chez sa grand-mère à West Allis, où il y vit pendant six ans. Durant cette période, Jeffrey adopte un comportement de plus en plus étrange. Sa grand-mère découvre un .357 Magnum sous son lit. Des odeurs nauséabondes émanent de la cave, Jeffrey Dahmer explique à son père qu'il a amené un écureuil mort à la maison et qu'il l'a dissous à l'aide de produits chimiques. Il est arrêté pour exhibition sexuelle en 1982 et en 1986, concernant son deuxième méfait, il s'est masturbé en public.
Durant l'été 1988, sa grand-mère lui demande de quitter la maison, à cause de nuisances nocturnes, de son comportement étrange et des odeurs d'essence qui émanent de la cave. Il trouve un appartement à Milwaukee, près de son travail à la chocolaterie d'Ambrosia. Le 26 septembre 1988, une journée après avoir emménagé à son appartement, il est arrêté pour avoir drogué et abusé sexuellement un mineur de 13 ans à Milwaukee. Il est condamné à cinq ans de prison avec sursis et un an en centre de semi-liberté. Il bénéficie d'une mise en liberté conditionnelle de deux mois avant la fin de sa peine et déménage dans un nouvel appartement.

### Meurtres de Jeffrey Dahmer
Jeffrey Dahmer commet son premier meurtre en juin 1978, à l'âge de 18 ans. Alors que son père est au travail et que sa mère a quitté le domicile familial en emmenant son frère avec elle, Dahmer reste seul. Il emmène un autostoppeur, Steven Hicks, et lui propose de boire quelques bières chez lui. Lorsque Hicks décide de quitter le domicile, Jeffrey Dahmer le frappe derrière la tête à l'aide d'une barre permettant de soulever des haltères puis l'étrangle avec cette même barre. Il le traîne dans une autre pièce où il le démembre. Jeffrey Dahmer enterre le corps dans le jardin.

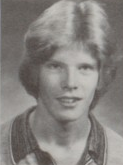
Une de ses victimes, Steven Tuomi, en 1979.

Neuf ans passent avant qu'il ne commette son deuxième meurtre. En novembre 1987, Jeffrey Dahmer tue un homme de 26 ans, Steven Tuomi, dans un hôtel, sur une impulsion. Il expliquera plus tard qu'il ne se souvient pas avoir commis ce crime. Après le meurtre de Tuomi, Dahmer continue à tuer sporadiquement : deux autres meurtres en 1988, et un autre début 1989, durant lesquels il amène ses victimes dans des bars avant de les tuer. Il conservait toujours le squelette d'une de ses victimes, Anthony Sears, lorsqu'il fut arrêté.
En mai 1990, il quitte pour la dernière fois le domicile de sa grand-mère pour un appartement qui deviendra plus tard insalubre : appartement 213, 924 North 25th Street, Milwaukee. Jeffrey Dahmer continue ses meurtres : quatre meurtres de plus avant fin 1990 et plusieurs victimes durant l'année 1991,.
Au matin du 27 mai 1991, Konerak Sinthasomphone (le frère cadet du garçon que Jeffrey Dahmer avait sexuellement agressé en 1988), âgé de 14 ans, est retrouvé dans la rue, sous l'influence de substances médicamenteuses et ensanglanté. Des personnes appellent le 911 (urgences) mais Dahmer rejoint sa victime et tente de la ramener chez lui, avant d'en être empêché par ces personnes. Jeffrey Dahmer explique à John Balcerzak et Joseph Gabrish, deux policiers chargés de l'affaire, que Sinthasomphone est son compagnon de 19 ans. Malgré les explications des passants sur le fait que ce n'est qu'un adolescent et qu'il ne parle pas l'anglais, les agents de police laissent Sinthasomphone repartir avec Dahmer. Ils rapportent plus tard avoir senti une odeur étrange dans l'appartement de Dahmer, mais n'avoir pas été plus loin dans l'affaire. Cette odeur est celle du cadavre de Tony Hughes, la dernière victime assassinée par Dahmer, en décomposition dans la chambre à coucher. Les policiers ne prennent pas la peine de vérifier l'âge et l'identité de Sinthasomphone. Plus tard durant cette même nuit, Dahmer tue et démembre l'adolescent et garde son squelette comme souvenir.
Durant l'été 1991, Jeffrey Dahmer sillonne les bars homosexuels de Milwaukee et Chicago, à la recherche de ses victimes qu'il invite ensuite chez lui. Il assassine un homme approximativement chaque semaine, et a des relations sexuelles avec la plupart des victimes. Il tue Matt Turner le 30 juin, Jeremiah Weinberger le 7 juillet, Oliver Lacy le 12 juillet pour finir avec Joseph Brandehoft le 19 juillet qu'il invite chez lui en lui proposant de l'argent. Après avoir tué Brandehoft, il lui coupe la tête et la met dans son réfrigérateur. Dahmer pense qu'il peut transformer ses victimes en « zombies » en leur perforant le crâne à l'aide d'une perceuse électrique, et en leur injectant de l'acide chlorhydrique ou de l'eau bouillante dans le lobe frontal alors que ses victimes sont encore en vie. Les voisins sentent régulièrement d'étranges odeurs émanant de l'appartement 213.

### Arrestation, prison et mort
Le 22 juillet 1991, Jeffrey Dahmer attire dans son appartement Tracy Edwards, lui met des menottes, lui passe son film favori, L’Exorciste III, et lui offre une boisson avec des somnifères. Mais ce dernier parvient à lui parler, l'amadouer, à s'enfuir et à arrêter une voiture de police en patrouille. Les policiers venus en renfort vont alors de découverte en découverte, toutes plus macabres les unes que les autres : des têtes et des morceaux humains dans son réfrigérateur, un cœur dans son congélateur, des squelettes dans son placard, trois torses masculins dans un tonneau d'acide chlorhydrique, ainsi que des crânes dans les tiroirs de sa cuisine.
En 1992, Jeffrey Dahmer est d'abord condamné à 15 fois la peine de perpétuité, puis à une seizième peine d'emprisonnement à vie pour le meurtre de sa première victime, Steven Hicks. Il est incarcéré à la prison de Columbia à Portage dans le Wisconsin.
Jeffrey Dahmer est attaqué deux fois en prison, la première fois en juillet 1994. Un prisonnier tente de l'égorger à coup de lame de rasoir tandis que celui-ci retourne dans sa cellule. Dahmer réussit à s'échapper avec de légères blessures. Le 28 novembre 1994, tandis qu'il fait son service de nettoyage au gymnase de la prison, Dahmer et un autre prisonnier, Jesse Anderson (en), sont passés à tabac avec une barre centrale d'haltères, par un troisième, Christopher Scarver, parce que ce dernier était persuadé que Dahmer ne regrettait pas ses crimes. Jeffrey Dahmer meurt de ses blessures dans l'ambulance qui le conduit à l'hôpital. Anderson meurt deux jours plus tard des suites de ses blessures.

### Postérité
Le vœu de Jeffrey Dahmer étant d'être incinéré, ses parents se partagent les cendres mais se disputent la possession de son cerveau, sa mère voulant qu'il soit analysé par la médecine légale pour vérifier si des anomalies peuvent expliquer son comportement criminel, selon la théorie du criminel-né.
Des pasteurs évangéliques sont venus exorciser son appartement avant que son immeuble ne soit détruit pour éviter qu'un culte n'y soit rendu. De même, le nom de sa rue a été changé.

## Dans la culture populaire

### Télévision
- En 1995, dans le 13e épisode Le Fétichiste (Irrésistible en V.O.) de la saison 2 de la série X-Files, le personnage de Donnie Pfaser, un tueur en série, est clairement calqué sur la personnalité et l'histoire de Dahmer[41],[42],[43]. Dans un dialogue entre les deux principaux protagonistes de la série (quatrième scène), Mulder observe : « Les gens se demandent pourquoi il a fallu si longtemps pour coincer ce gosse de Milwaukee. Il se disent que quelqu’un aurait dû remarquer plus tôt qu’il tuait tous ces jeunes hommes. La vérité est que personne n'a jamais cru que cela pouvait arriver. » (« People wondered why it took them so long to catch that kid in Milwaukee. Thought someone would have noticed he was killing those young boys. Truth is, no one ever believed it could happen. »)[44].
- En 1999, Jeffrey Dahmer apparaît dans South Park dans l'épisode 15 de la saison 3 (Les Chants de Noël de Monsieur Hankey 1999). Il est mentionné par Satan qui chante une chanson de Noël en Enfer : Voici Jeffrey Dahmer, avec son jambon d'Noël ; Après l'avoir sauté, il va bien sûr le manger.
- En 2006, Jeffrey Dahmer apparaît à nouveau dans South Park, cette fois dans l'épisode 11 de la saison 10 (L'Enfer sur Terre 2006). Il est présenté comme « l'une des âmes les plus sombres de l'enfer » aux côtés de Ted Bundy et de John Wayne Gacy.
- En 2007, dans l'épisode 2 de la saison 3 de la série Esprits criminels, l'équipe du FBI se rend à Milwaukee pour une affaire. Lorsque le policier chargé de l'enquête se présente, Reid se souvient qu'il a participé à l'enquête sur Dahmer 16 ans plus tôt.
- En 2012, dans l'épisode 11 de la saison 2 de la série Grimm, Dahmer est soupçonné d'être un wendigo.
- En 2012, dans l'épisode 15 de la saison 8 de la série How I Met Your Mother, Ted évoque une théorie qu'il nomme « Dahmer-Dobler ». Celle-ci explique que, lors d'une rencontre entre deux personnes, une action peut être perçue soit comme romantique soit comme psychopathique.
- En 2013, il est mentionné deux fois dans la série Glee : la première fois dans l'épisode 17 de la saison 4 par Kurt ; la deuxième fois dans l'épisode 8 de la saison 5 par Santana.
- En 2013, dans l'épisode 6 de la saison 9 de la série Supernatural, Crowley fait référence au tueur en série.
- En 2015, dans l'épisode 4 ainsi que dans l'épisode 12 de la saison 5 de la série American Horror Story, Seth Gabel joue le rôle de Jeffrey Dahmer.
- En 2020, dans l'épisode 8 de la saison 4 de Rick et Morty, Rick mentionne Jeffrey Dahmer.
- En 2021, dans l'épisode 4 de la saison 4 de Good Girls, il est fait mention de Jeffrey Dahmer.
- En 2021, dans l'épisode 4 de la saison 3 de You, Love Quinn mentionne Jeffrey Dahmer.
- En 2022, Netflix produit une série centrée sur Jeffrey Dahmer intitulée Monsters: The Jeffrey Dahmer Story produite par Ryan Murphy. Evan Peters joue le rôle de Jeffrey Dahmer dans la série[45].
- En 2022, Netflix produit une autre mini-série documentaire en trois épisodes centrée sur Jeffrey Dahmer intitulée Jeffrey Dahmer : Autoportrait d'un tueur, réalisé par Joe Berlinger.
- En 2023, dans l'épisode 6 de la saison 7 de Rick et Morty, Morty fait apparaître Jeffrey Dahmer avec un pistolet.

### Musique
- En 1994, la chanson 213 du groupe de Thrash metal Slayer sur l'album Divine Intervention évoque les meurtres de Jeffrey Dahmer.
- En 1994, la chanson Trigger  outside du groupe Therapy? sur l'album Troublegum fait référence à Jeffrey Dahmer.
- En 1995, Nutcracker du groupe Group Home fait référence au tueur dans le titre Up Against the Wall de l'album Livin' Proof.
- En 2000, le groupe metal Macabre de Chicago compose un album complet sur Jeffrey Dahmer, intitulé Dahmer.
- En 2000, la rappeuse Lil' Kim fait allusion à Jeffrey Dahmer dans sa chanson Lil Drummer Boy de l'album The Notorious K.I.M.
- En 2003, la rappeuse Missy Elliott fait allusion à Jeffrey Dahmer dans sa chanson Pass That Dutch de l'album This Is Not a Test!.
- En 2009, le rappeur Eminem fait une première fois référence à Dahmer dans le deuxième couplet de la chanson Must be the Ganja de son album Relapse. Il utilisera à nouveau cette référence dans la suite de sa carrière, comme en 2013, dans le deuxième couplet de la chanson Brainless de son album The Marshall Mathers LP 2.
- En 2010, le groupe de metal brésilien Soulfly écrit une chanson sur Dahmer[46] et compose également un titre sur un de leurs album Omen, s'intitulant Jeffrey Dahmer.
- En 2010, la chanteuse pop Kesha y fait référence dans le deuxième couplet de son titre Cannibal.
- En 2012, la rappeuse Lil Debbie fait allusion à Jeffrey Dahmer dans sa chanson Michelle Obama (feat. Riff Raff).
- En 2013, dans la chanson Dark Horse de Katy Perry, le rappeur Juicy J fait mention du tueur en série.
- En 2013, le groupe québécois Violett Pi s'en inspire pour la chanson Jeffrey Dahmer au musée d'art contemporain.
- En 2013, le rappeur VII écrit une chanson sur Dahmer sur l'album Inferno III : Mémoires d’outre-tombe. Le titre nommé Psychose revient sur les meurtres, le modus operandi et la psychologie du tueur.
- En 2015, le rappeur Mac Miller fait allusion à Jeffrey Dahmer dans sa chanson Break The Law.
- En 2018, le rappeur Juice Wrld fait référence à Dahmer dans la chanson Moshpit en featuring avec Kodak Black.
- En 2019, le rappeur Juice Wrld fait référence à Dahmer dans la chanson Bandit en featuring avec Young Boy Never Broke Again.
- En 2022, le rappeur Pusha T y fait référence dans le morceau Punch Bowl sur l'album I Know NIGO! de Nigo.

### Littérature
- En 1996, la personnalité de Jeffrey Dahmer a une certaine influence sur l’œuvre du romancier Poppy Z. Brite, notamment dans l'écriture de son livre Le Corps exquis ainsi que dans celle d'une nouvelle Self-Made Man.
- En 2012, la période de lycée de Dahmer est le sujet de la bande dessinée Mon Ami Dahmer de Derf Backderf.
- En 2012, dans Miss Peregrine et les enfants particuliers, Jeffrey Dahmer est cité comme un « estre » célèbre.
- En 2015, la deuxième histoire de la bande dessinée DoggyBags 8 raconte le meurtre de Konerak Sinthasonphone par Jeffrey Dahmer.
- En 2018, Stephen King le cite dans son roman L'Outsider, dans le cadre d’une enquête de police consacrée à un crime sordide perpétré sur un garçonnet, dans des circonstances mystérieuses. Le policier, dont la raison et les certitudes semblent vaciller face aux indices troublants, pense alors à Dahmer : « n’était il pas convaincu de créer des zombies en tuant tous ces sans-abris ? »
- En 2023, son père Lionel Dahmer sort le livre Mon fils est Jeffrey Dahmer, où il raconte son enfance et la vision d'horreur d'un père face aux crimes de son fils.

### Cinéma
- En 1993, dans la version originale du film Demolition Man, Simon Phoenix, interprété par Wesley Snipes, compte décryogeniser Jeffrey Dahmer et s'exclame "Jeffrey Dahmer, I love this guy". Dans la VF, Phoenix mentionne Charles Manson.
- En 2002, Jeremy Renner l'incarne dans le film Dahmer le Cannibale
- En 2011, dans la version originale du film Scream 4, Trevor le mentionne.
- En 2017, la bande dessinée Mon Ami Dahmer (voir ci-dessus) est adaptée en film par Marc Meyers (en) (My Friend Dahmer). Ross Lynch y interprète Dahmer jeune.
- En 2017, Jeffrey Dahmer est mentionné dans le film Get Out, réalisé par Jordan Peele.
- En 2022, la série Netflix Monstre : l’histoire de Jeffrey Dahmer, retrace la vie et les crimes de Jeffrey Dahmer.

### Art
- En 1992, Peter Saul, peintre américain pop art, réalise un portrait de Dahmer en train de déguster une vessie et un sexe d'homme sur une chaise électrique.

### Filmographie

#### Cinéma
- La Vie secrète de Jeffrey Dahmer (1993), film basé sur sa vie ; il y est incarné par Carl Crew.
- Dahmer, le Cannibale (2002), second film basé sur sa vie ; il y est incarné par Jeremy Renner.
- Scream 4 (2011) : il est mentionné par Trevor lorsque celui-ci rend visite à Jill en lui demandant de lui faire confiance pour la protéger du tueur.
- My Friend Dahmer (2017), film de Marc Meyers. Il s'agit de l'adaptation de la bande dessinée du même nom de Derf Backderf. Ross Lynch incarne Jeffrey Dahmer.

#### Télévision
- A&E Biography - Jeffrey Dahmer, A&E Home Video.
- True Blood, saison 3 - épisode 10 - Il est cité par Nancy Flanaghan lors d'une interview télévisuelle
- Esprits criminels, saison 3 - épisode 2. Cité aussi dans la saison 2 - épisode 16.
- New York : Section criminelle, saison 4 - épisode 3 - Bien que non cité, l'épisode est fortement inspiré de l'histoire de Jeffrey Dahmer.
- Dexter, saison 1 - épisode 1 - il y est cité par le protagoniste principal, Dexter Morgan, incarné par Michael C. Hall.
- Castle, saison 2 - épisode 14 - il est cité par le sergent Esposito.
- South Park, saison 10 - épisode 11 - mis en scène comme collaborateur de Satan.
- American Horror Story, saison 5 - il est interprété par Seth Gabel.
- Medium, saison 6 - épisode 2 - il est cité par Allison Dubois
- « Jeffrey Dahmer : le cannibale de Milwaukee » dans Portraits de criminels sur RMC Story et sur RMC Découverte.
- La série Dark Tourist rencontre son avocat Wendy Patrickus(en) « Jeffrey Dahmer's 'temple of skulls' revealed on David Farrier's TV show Dark Tourist », sur www.nzherald.co.nz, 11 septembre 2018 (consulté le 26 avril 2020).
- Dahmer – Monstre : L'Histoire de Jeffrey Dahmer :  il est interprété par Evan Peters.
- Jeffrey Dahmer : Autoportrait d'un tueur : mini-série documentaire sur le tueur en série, sorti en 2022 sur Netflix.
- Jeffrey Dahmer, les confidences d'un serial killer, 2 épisodes diffusés le 13/10/2019 sur RMC Story.

### Émission radiophonique
- « Jeffrey Dahmer, le cannibale de Milwaukee » le 10 février 2014 dans L'Heure du crime de Jacques Pradel sur RTL.
- « Affaire Dahmer : comment a-il pu échapper pendant longtemps à tous soupçons ? » le 4 octobre 2022 dans L'Heure du crime de Jean-Alphonse Richard sur RTL.